# Бастия — Поретта
Аэропо́рт Басти́я — Поре́тта (фр. Aéroport de Bastia Poretta) расположен на востоке Корсики, обслуживает город Бастия и департамент Верхняя Корсика. Он расположен в 20 километрах на юго-восток от центра Бастии в коммунах Борго и Луччана.
Во время Второй мировой войны аэропорт использовался Воздушным корпусом Армии США. 31 июля 1944 года из аэропорта Бастия-Поретта Антуан де Сент-Экзюпери отправился в разведывательный полёт и не вернулся.

## Пассажирские рейсы
По состоянию на 2015 год аэропорт Бастия — Поретта обслуживает 42 направления (51 линия). Из них 24 международных линии.

## Пассажиропоток
|                | 2009       | 2010       | 2011       | 2012       | 2013       | 2014       |
| -------------- | ---------- | ---------- | ---------- | ---------- | ---------- | ---------- |
| Пассажиропоток | ▲1 011 820 | ▼1 007 408 | ▲1 025 346 | ▼1 003 728 | ▲1 126 096 | ▲1 162 840 |